# Lago di Beloslav

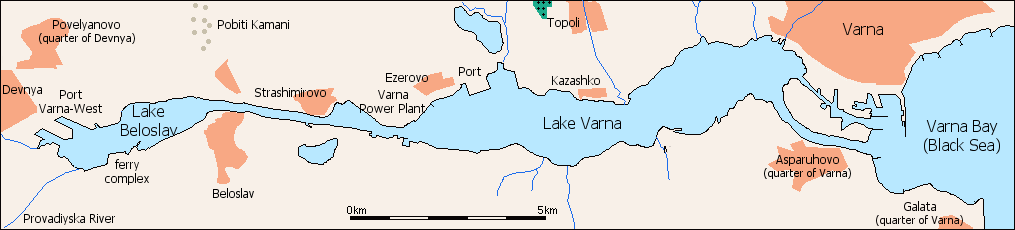
Lago di Beloslav e lago di Varna

Il lago Beloslav è un lago naturale situato nella Bulgaria nord-orientale, a 18 km a ovest della città di Varna.